# عرامض (الرجم)

تعديل مصدري - تعديل

عرامض هي إحدى قرى عزلة المدني بمديرية الرجم التابعة لمحافظة المحويت، بلغ تعداد سكانها 322 نسمة حسب تعداد اليمن لعام 2004.